# Zoli Ádok
Zoltán Ádok, mer känd som Zoli Ádok, föddes 22 mars 1976 i Szeged, Ungern, och är en sångare, dansare och skådespelare.
Ádok representerade Ungern i Eurovision Song Contest 2009 i Moskva, då han framförde bidraget Dance with Me i den andra av de två semifinalerna. Låtens ungerska titel är Tánclépés. Bidraget var den inhemska juryns tredje val till tävlingen, men fick representera landet när den ursprungliga vinnaren diskvalificerades och tvåan drog sig ur. I semifinalen slutade Ádok på 15:e plats med 16 poäng och avancerade därmed inte till finalen.  

## Diskografi

### Album
- Tánclépés (2008)